# Майкл Адамс
Майкл Адамс (англ. Michael Adams; 17 листопада 1971, Труро) — англійський шахіст, гросмейстер (1989).
 Віце-чемпіон світу з шахів за версією ФІДЕ 2004 року. Семиразовий переможець чемпіонату Англії (1989, 1997, 2010, 2011, 2016, 2018, 2019).
Його рейтинг станом на березень 2020 року — 2701 (36-те місце у світі, 1-ше у Великій Британії).

## Біографія
Після закінчення школи, у 17 років, Майкл Адамс став професійним шахістом.
У 1989 році Адамс виграв чемпіонат Великої Британії. У 1997 році він повторив це досягнення вдруге, розділивши першість з Метью Садлером (Matthew Sadler).
У 1993 році, у Гронінгені, Адамс поділив перше місце з Вішванатаном Анандом у кваліфікаційному турнірі до Чемпіонату світу з шахів за версією ПША і отримав право грати у матчах претендентів. У чвертьфінальному матчі претендентів, який відбувся у Нью-Йорку, Адамс переміг гросмейстера з Росії Сергія Тівякова з рахунком 7,5:5,5, основний матч закінчився внічию 4:4, у додатковому матчі зі швидких шахів — 3,5:1,5. У півфіналі Адамс програв Ананду 1,5:5,5, цей матч відбувся у Лінаресі в 1994 році.
У 1993 році Адамс також пройшов кваліфікацію в Міжзональному турнірі до Чемпіонату світу з шахів за версією ФІДЕ. У матчі 1/8 фіналу (1994, Вейк-ан-Зеє) Адамс програв Борису Гельфанду — 3:5.
У 1995 році Адамс розділив перше місце з Гатою Камським та Анатолієм Карповим у сильному турнірі в Дос-Ерманасі.
У 1997 році, у Гронінгені, Адамс брав участь у чемпіонаті світу ФІДЕ, який вперше проводився за кубковою системою. В цьому турнірі Адамс по черзі виграв матчі проти Тамаза Георгадзе, Сергія Тівякова, Петра Свідлера, Люка Ван Велі та Найджела Шорта. В фінальному матчі він програв Ананду лише у додатковій бліц-партії.
У 1998 році, у Дортмунді, Адамс поділив перше місце з Володимиром Крамником та Петром Свідлером.
У 1999 році, в Дос-Ерманасі, Адамс посів чисте перше місце, попереду Крамника, Ананда, Карпова, Свідлера, Топалова і Юдіт Полгар.
У 2004 році, в Триполі, на чемпіонаті світу ФІДЕ Адамс дістався фіналу. У фіналі він програв Рустаму Касимджанову. Основний матч — 3:3, додатковий матч зі швидких шахів — 0,5:1,5.
У червні 2005 року, у Лондоні, Адамс програв матч комп'ютерній програмі «Гідра» (Hydra) з рахунком 0,5:5,5.
Серед шахістів Адамс отримав прізвисько «людина-павук» (Spiderman). Воно пов'язане зі стилем гри Адамса: він неначе обплутує суперника павутиною своїх ходів.
Адамса визнавали шахістом року у Великій Британії — 1990, 1993—1996 та 1998—2002 рр.

### 2013—2014
У липні-серпні 2013 року з результатом 7 очок з 9 можливих (+5-0=4) переміг на міжнародному турнірі XIX категорії, що проходив в Дортмунді, випередивши на ½ очка багаторазового переможця цього турніру Володимира Крамника. Турнірний перфоменс Майкла Адамса склав 2923 очка.
У серпні 2013 року на кубку світу ФІДЕ Майкл Адамс вилетів в другому колі, програвши чемпіонові України 2013 року Юрію Криворучку з рахунком 1½-2½.
У жовтні 2013 року Адамс з результатом 9 очок з 18 можливих (+2-1=3) посів 2 місце в фінальному турнірі «Великого шолому», що проходив в Більбао. Турнірний перформенс Адамса склав 2823 очка.
На командному чемпіонаті Європи, що проходив у листопаді у Варшаві, Майкл Адамс, набравши 5 очок з 8 можливих (+2=6-0), показав шостий результат на першій дошці (турнірний перфоменс склав 2773 очка). Таким чином, Фабіано допоміг збірній Англії посісти 10-те місце серед 38 країн.
У лютому 2014 року з результатом 7 очок з 10 можливих (+4-0=6) Майкл посів 10-е місце на турнірі Tradewise Gibraltar Chess Festival 2014, що проходив за швейцарською системою за участі 253 шахістів.
У серпні 2014 року виступаючи на першій дошці в Шаховій олімпіаді, що проходила в Тромсе, Майкл Адамс набрав 6½ очок з 9 можливих (+4-0=5), а збірна Англії посіла 28 місце серед 177 країн. При цьому Адамс, з турнірний перфоменсом 2839 очок, показав другий результат серед шахістів, які виступали на першій дошці.
У жовтні 2014 року, з результатом 6 очок з 9 можливих (+4-1=4), Майкл посів 6 місце на турнірі за швейцарською системою «PokerStars Isle of Man International Chess Tournament 2014», що проходив на острові Мен (Велика Британія).
У грудні 2014 Майкл Адамс набравши 4 очка з 15 можливих (+1-3=1) посів 5 місце на турнірі «London Chess Classic». Також Майкл з результатом 7½ очок з 10 можливих (+7-2=1) посів 13 місце на турнірі з швидких шахів та з результатом 17 очок з 30 можливих (+5-3=2) посів 1 місце на турнірі з блискавичних шахів, що проходили в рамках Лондонського шахового фестиваля.

### 2015
У лютому 2015 року Майкл разом з Фабіано Каруаною розділив 3-4 місця (за додатковим показником — 3 місце) на міжнародному турнірі, що проходив в Баден-Бадені. Його результат на турнірі — 4 очка з 7 можливих (+2-1=4), турнірний перфоманс — 2801 очка.
У квітні 2015 року розділив 7-10 місця на турнірі «Меморіал Вугара Гашимова». Його результат 3½ очка з 9 можливих (+1-3=5).
У липні 2015 року Майкл розділив 3-4 місця на турнірі, що проходив у швейцарському місті Біль. Його результат 5½ очок з 10 можливих (+4-3=3).
У вересні 2015 року дійшов до 1/8 фіналу кубку світу ФІДЕ, де поступився Хікару Накамурі з рахунком ½ на 1½ очка.
У листопаді 2015 року в складі збірної Англії посів 10 місце на командному чемпіонаті Європи, що проходив у Рейк'явіку. Крім того, набравши 4 з 8 можливих очок (+1-1=6), Майкл посів 12 місце серед шахістів, які виступали на першій шахівниці..
У грудні 2015 року, з результатом 4½ очок з 9 можливих (+0-0=9), посів 6 місце на турнірі «London Chess Classic 2015».

### 2016
У січні 2016 року з результатом 5 очок з 13 можливих (+1-4=8) посів 13 місце на турнірі 20-ї категорії, що проходив у Вейк-ан-Зеє.
У липні 2016 року з результатом 10 з 11 очок (+9-0=2) переміг у чемпіонаті Великої Британії.
У вересні 2016 року в складі збірної Англії посів 9-те місце на шаховій олімпіаді, що проходила в Баку. Набравши 6 з 9 можливих очок (+3-0=6), Майкл посів 7-ме місце (турнірний перформанс — 2794 очок) серед шахістів, які виступали на першій шахівниці.
У жовтні 2016 року з результатом 6 очок з 9 можливих (+4-0=5) розділив 8-19 місця на міжнародному турнірі, що проходив на острові Мен.
У грудні 2016 року, набравши 4 очки з 9 можливих (+1-2=6), Майкл розділив 7-9 місця на турнірі 22 категорії «London Chess Classic 2016».

### 2017
У лютому 2017 року з результатом 5 з 9 очок (+2-1=6) Адамс розділив 4-8 місця (5-те місце за додатковим показником) на першому етапі серії Гран-Прі ФІДЕ 2017 року, що проходив в м. Шарджа.
У травні 2017 року розділив 15-17 місця на другому етапі серії Гран-Прі ФІДЕ 2017 року, що проходив у Москві. Його результат 3½ очки з 9 можливих (+1-3=5).
У липні 2017 року, набравши 5 очок з 9 можливих (+2-1=6), Майкл розділив 4-10 місця на третьому етапі серії Гран-Прі ФІДЕ 2017 року, що проходив у Женеві. У загальному заліку серії Гран-прі ФІДЕ 2017 року Адамс, набравши 133 очки посів 13-те місце.

### 2018
На початку лютого 2018 року з результатом 7½ очок з 10 (+5-0=5) посів 6-те місце на турнірі Tradewise Gibraltar Chess Festival 2018, що проходив за швейцарською системою за участі 276 шахістів.
У жовтні 2018 року в складі збірної Англії посів 5-те місце шахової олімпіади, що проходила в Батумі. Набравши 6 очок з 10 можливих (+3-1=6), Майкл посів 15-те місце серед шахістів, які виступали на 1-й шахівниці. Також у жовтні Адамс розділив 29-49 місця на опен-турнірі «Chess.com Isle of Man International Chess Tournament — Masters», що проходив на Острові Мен. Його результат 5½ очок з 9 (+4-2=3).

### 2019—2020
На початку 2019 року Адамс традиційно взяв участь в одному з найсильніших турнірів, що проводиться за швейцарською системою — «Gibraltar Chess Festival 2019». Набравши 7 очок з 10 можливих (+4-0=6) француз розділив 6-22 місця (14-те за додатковим показником).
У березні 2019 року у складі збірної Англії став срібним призером командного чемпіонату світу, що проходив в Астані.
У січні 2020 року з результатом 7 очок з 10 можливих (+4-0=6) Адамс посів 14-те місце на турнірі «Gibraltar Chess Festival 2020».

## Зміни рейтингу
| На цьому місці має відображатися графік чи діаграма, однак з технічних причин його відображення наразі вимкнено. Будь ласка, не видаляйте код, який викликає це повідомлення. Розробники вже працюють для того, щоби відновити штатне функціонування цього графіка або діаграми. | |
| | На цьому місці має відображатися графік чи діаграма, однак з технічних причин його відображення наразі вимкнено. Будь ласка, не видаляйте код, який викликає це повідомлення. Розробники вже працюють для того, щоби відновити штатне функціонування цього графіка або діаграми. |